# 渡邊亜希子
渡邊 亜希子（わたなべ あきこ）は、千葉県生まれの日本の作詞家。

## 略歴
林明日香の1stアルバム 『咲』収録曲の半数分を手がけ作詞家デビュー。
その後純文学誌『群像』（講談社）で短編小説を発表するなど、作詞以外の分野でも幅広く活動している。

## 主な提供作品
伊波杏樹
- 「愛したい毎日」（川崎里実と共作）

イヤホンズ
- 「背中のWING」

ELISA
- 「Heaven's Sky」

Kylee
- 「missing」（共作詞）
- 「Everlasting」（共作詞）

カコイミク
- 「雨がやむころ」
- 「愛の足音」（共作詞）
- 「体温」（共作詞）

神谷浩史
- 「虹色蝶々」
- 「For myself」

Crystal Kay
- 「きっと」

CHEMISTRY
- 「for…」
- 「砂の扉」
- 「クリスマスローズ」

後藤沙緒里
- 「BITTER SWEET」
- 「ちょっと!」
- 「OSOROI」
- 「1%」

CONNECT
- 「手を繋ごう」

JONTE
- 「Ride on Life」
- 「Yours forever」

タイナカサチ
- 「Lipstick」（共作詞）

高垣彩陽
- 「Secret of my love」
- 「All around me」

高橋瞳
- 「コ・モ・レ・ビ」（共作詞）
- 「コミュニケイション」

高橋李依
- 「カメレオンシンドローム」

2AM
- 「無邪気な笑顔で」

東京女子流
- 「Don't Be Cruel」

中川翔子
- 「I'm here」
- 「Jewelry heart」
- 「ストロベリmelody」

野中藍
- 「つないで、つないで」
- 「もっと」
- 「キラリ」
- 「アマノジャク」

林明日香
- 「隠し物」
- 「笹舟」
- 「掌 紅 蕾」
- 「千切れ雲」
- 「道標」
- 「小指」
- 「十二単」
- 「花結び」
- 「言葉一つ」
- 「スノウドロップ」（共作詞）

林村ゆかり
- 「しなやかに」

堀江由衣
- 「True Truly Love」

水樹奈々
- 「Faith」

REVALCY
- 「EXIT」

Leola
- 「Kissing」（共作詞）
- 「コイセヨワタシ。」（共作詞）
- 「Mr.Right」（共作詞）
- 「I & I」（共作詞）

ロッカジャポニカ
- 「SPARKLE TOUR!!」

### アニメ・ゲームソング
絶対可憐チルドレン
- 「絶対love×love宣言!!」

ときめきメモリアル Only Love
- 「真冬のヒマワリ」
- 「奇跡のかけら」

とらドラ!
- 「プレパレート」
- 「カ・ラ・ク・リ」
- 「オレンジ」
- 「コンプリイト」
- 「ミラノ天国」
- 「フラスコレーション」
- 「俺に出来る事」
- 「Yes!」
- 「I MY」
- 「TANPOPO」

美少女戦士セーラームーンCrystal
- 「真夜中 secret talk」

マクロスΔ（ワルキューレ）
- 「不確定性☆COSMIC MOVEMENT」（共作詞）

まよチキ!
- 「Give Me Everything」